# Joaquim Artigas
Joaquim Artigas (Barcelona (?) segle xviii - segle xix) va ser un impressor català.
Les notícies sobre Joaquim Artigas, probablement nascut a Barcelona l'últim terç del segle xviii, només ens són conegudes a través de les seves activitats a Reus. A la fi de la Guerra del francès, quan Ferran VII estava a punt de tornar de l'exili a França, a Reus va sortir un periòdic, el Periódico Político y Mercantil de la Villa de Reus, dirigit pel doctor Jaume Ardèvol i defensor de la Constitució de Cadis. Aquesta publicació, el 27 de març de 1814 va canviar d'impremta. Fins al dia abans l'havia imprès Josep Rubió i a partir d'aquell dia surt a la Imprenta de los Amigos de la Constitución, a càrrec de Joaquim Artigas, al carrer dels Recs número 5. El doctor Ardèvol en va deixar de ser l'editor responsable i ho passà a ser Jeroni Bergemí. El Periódico Político y Mercantil… es va fundar el 1813, la impremta estava situada a la Casa de la Caritat, l'antic convent dels carmelites instal·lat al Col·legi de Sant Joan, convertit en hospital pels francesos, i els beneficis anaven pel sosteniment de la Casa. El canvi d'impressor i la retirada de Jaume Ardèvol van ser deguts, segons el notari i cronista reusenc Pere Gras i Bellvé, a un gir ideològic radical del grup de constitucionalistes reusencs que "al passar el periòdic a una empresa particular va atacar durament l'administració de la Casa de la Caritat, on havia nascut". El seu fill, Francesc Gras i Elies, diu que el 24 de març de 1814, quan Ferran VII va entrar a Espanya, hi va haver moviments entre els constitucionalistes reusencs, i que el dia 27 el Periódico Político y Mercantil… va canviar d'impremta, i va passar a la "Imprenta de los Amigos de la Constitución", canviant també el subtítol. Abans era "Año sexto de la libertad española" i a partir d'aquell moment deia "Año séptimo de la lucha del pueblo español contra la tiranía y tercero de la Constitución política de la monarquía española", i que encara que el periòdic era respectuós amb el rei, es declarava enemic dels que s'oposaven al desenvolupament de les idees liberals a Espanya. El Periódico Político y Mercantil va tenir un nou punt de subscripció, la casa de Josep Brunet, conegut liberal reusenc que el 1815 fundaria la primera línia regular de diligències a l'estat, organitzant la de Reus a Barcelona.
L'historiador reusenc Pere Anguera exposa que segons el professor Alberto Gil Novales el fet que a Reus es fundés una impremta amb el nom deImprenta de los Amigos de la Constitución indica la possibilitat de l'existència d'una «societat patriòtica» a aquella ciutat en una data tant reculada com 1814.
Mentrestant, el doctor Jaume Ardèvol, davant dels atacs d'un periòdic ultraconservador, El Centinela de la Patria en Reus que imprimia a Tarragona Miquel Puigrubí, va treure el periòdic Eco de Reus, que va imprimir Joaquim Artigas, i que defensava i divulgava la Constitució de Cadis. A Artigas li coneixem doncs la impressió de dos periòdics, El Periódico Político y Mercantil de la Villa de Reus i El Eco de Reus. Va imprimir també una certa quantitat de proclames i pamflets que editava el Grup constitucionalista de Reus. Destaquem el Discurso que pronunció el Excelentísimo Señor General en gefe del primer exército Don Francisco de Copons y Navia a S.M. el Sr. Don Fernando VII rey de las Españas el dia 24 de marzo de 1814 a las doce de su mañana…, un full imprès que comença «Moradores de Reus» i avisa que l'endemà arriba Ferran VII a la ciutat i convida a anar-lo a rebre, tret per Artigas el 31 de març de 1814, la Canción lírica cantada por un coro de músicos por el feliz arribo de S.M. el señor don Fernando VII a esta villa de Reus el 10 de abril de 1814.
Artigas, per la seva significació liberal i constitucionalista, va emigrar de Reus el mateix 1814 quan Ferran VII va inicial el seu gir absolutista renegant de la Constitució liberal. L'historiador reusenc Andreu de Bofarull diu que "Entonces la persecución hacia los del partido llamado liberal fue implacable, sucediéndose las emigraciones de cuantos se hallaban comprometidos".
La bibliotecària i historiadora Montserrat Comas diu que al llibre d'acords de l'Ajuntament de Barcelona de 1814 hi ha un imprès de Joaquim Artigas titulat Lista de los individuos que forman la Sociedad Dramática que debe representar en este Teatro de Reus, en el presente año, su autor Felipe Blanco. Al peu, el nom de la Imprenta de los Amigos de la Constitución apareix fortament ratllat i just a sota, imprès, hi diu "A cargo de Joaquín Artigas".